# سالی بروفی
سالی کالن بروفی (زاده ۱۴ دسامبر ۱۹۲۸ – درگذشته ۱۸ سپتامبر ۲۰۰۷) بازیگر تئاتر برادوی و تلویزیون و استاد کالج در رشته هنرهای تئاتر بود.
پدر بروفی دامدار بود. بروفی در فینیکس، آریزونا به دنیا آمد و یکی از هفت فرزند خانواده بود. او در صومعه قلب مقدس در منلو پارک، کالیفرنیا نمایشنامه اجرا می‌کرد و در کالج نیو روشل تحصیل کرد. او به عنوان شاگرد در انجمن تئاتر کانکتیکات تجربه کسب کرد. او در آکادمی سلطنتی هنرهای دراماتیک لندن تحصیل و سپس در برادوی به صورت حرفه ای بازیگری را دنبال کرد.

## مرگ
او در پرینستون، نیوجرسی بر اثر لنفوم غیرهاجکین  درگذشت.